# Starostowie radomscy
Starostowie radomscy – chronologiczna lista osób piastujących urząd starosty radomskiego.

## Starostowie
- Pietrasz (Piotr), Jan z Tarnowa
- Dobrogost Czarny z Wysokina (Odrzywołu)
- Przybysław Dzik z Kadłuba
- Warsz z Ostrowa i Samborca
- Jan z Kretkowa
- Jan Hińcza z Rogowa
- Dominik Litwos z Kazanowa
- Mikołaj z Łodwigowic
- Dziersław Wąs ze Smogorzowa[1]
- Jan Dunin
- Piotr Szafraniec 1494–1507
- Mikołaj Szydłowiecki 1507–1532
- Piotr Firlej 1532–1553
- Jan Lutomirski 1553–1567
- Grzegorz Podlodowski 1568–1573
- Andrzej Zborowski 1574–1588
- Stanisław Gostomski 1588–1595
- Kasper Maciejowski 1607–1620
- Samuel Ciołek 1607–1620
- Filip Wołucki 1620–1642
- Mikołaj Gniewisz 1642–1650
- Stanisław Skarszewski 1650–1654
- Mikołaj Podlodowski 1654–1669
- Piotr Kochanowski 1669–1676
- Jan Kazimierz Gołuchowski 1678
- Andrzej Modrzewski vel Modrzejowski 1680–1683
- Dominik Mikołaj Radziwiłł 1687–1697
- Stanisław Chomentowski 1697–1728
- Jakub Dunin 1729–1730
- Stanisław Antoni Świdziński 1730–1745
- Kazimierz Granowski 1745–1748
- Michał Świdziński 1754–1772
- Aleksander Potkański 1772–1793